# 6553 Seehaus
6553 Seehaus este un asteroid din centura principală de asteroizi.

## Descriere
6553 Seehaus este un asteroid din centura principală de asteroizi. A fost descoperit pe 5 aprilie 1989 la Observatorul La Silla de Michael Geffert. El prezintă o orbită caracterizată de o semiaxă mare de 3,05 ua, o excentricitate de 0,08 și o înclinație de 13,4° în raport cu ecliptica.